# 酒井忠胤
酒井 忠胤（さかい ただたね）は、安房国勝山藩の第2代藩主。初代藩主・酒井忠国の長男。

## 略歴
天和3年（1683年）、父の死去により家督を継ぐ。このとき、弟の忠成に3000石を分与した。宝永6年（1709年）3月に叙任する。正徳2年（1712年）7月20日、34歳で死去し、跡を長男の忠篤が継いだ。

## 系譜
父母
- 酒井忠国（父）
- 毛利就隆の娘（母）

正室
- 石川憲之の娘

子女
- 酒井忠篤（長男）生母は正室